# Adalbert von Taysen (Generalleutnant, 1878)
Georg Adalbert Helmut von Taysen (* 11. Dezember 1878 in Berlin; † 6. März 1945; nach anderen Belegen 6. März 1947 in Gotha) war ein deutscher Generalleutnant.

## Leben
Taysen war Sohn des gleichnamigen Generalleutnants, Adalbert von Taysen (1832–1906), 1886 nobilitiert, und der Albertine Wilhelmine Clason (1839–1902). Aus dieser Ehe gingen sechs Kinder hervor, darunter der spätere General der Infanterie Friedrich von Taysen (1866–1940), Adalberts Bruder.
Nach dem Abitur 1897 begann von Taysen seine Militärlaufbahn als Fahnenjunker im Kaiser-Franz-Garde-Grenadier-Regiment Nr. 2, am 18. August 1898 wurde er Offizier. Von 1905 bis 1908 besuchte von Taysen die Kriegsakademie, anschließend war er beim Großen Generalstab tätig. Ab 1912 gehörte er zum Generalstab des VI. Armeekommandos in Breslau. Im Ersten Weltkrieg war er in verschiedenen Stellen als Divisions- und Korps-Generalstabsoffizier eingesetzt und wurde 1916 zum Major befördert. Ab April 1917 war er erster Generalstabsoffizier des Gardekorps, bis dieses im September 1919 aufgelöst wurde. 
Im Oktober 1919 wurde von Taysen als Generalstabsoffizier beim Wehrkreiskommando III in Berlin in das Reichsheer übernommen. Von 1920 bis 1921 diente er in der Heerestransportabteilung im Truppenamt des Reichswehrministeriums, dessen Chef er 1921 wurde. Im Oktober 1923 wurde von Taysen Kommandeur des III. Bat. des Infanterie-Regiments Nr. 7 in Breslau und im Februar 1926 zum Oberst befördert. Von 1926 bis 1929 war Taysen Kommandeur der Festung Breslau und 1929 zum Generalmajor und Infanterieführer IV in Magdeburg befördert. 1930 schied von Taysen als Generalleutnant aus dem Heeresdienst aus. 
Nach seiner aktiven Laufbahn war er von Dezember 1930 bis März 1933 im Truppenamt des Reichswehrministeriums mit der Bearbeitung von Kriegserfahrungen beauftragt. Ab 1935 leitete er die Arbeitsgemeinschaft „Wehrverkehrsfragen“ der Deutschen Gesellschaft für Wehrpolitik und Wehrwissenschaften.
Adalbert von Taysen war Mitglied des Johanniterordens und dort seit 1913 Ehrenritter in der Brandenburgischen Provinzial-Genossenschaft der Kongregation.

## Familie
Seine Ehefrau wurde 1906 in Berlin die aus der teils 1786 nobilitierten Seidenweberdynastie stammende Clara von der Leyen, 1883 in der alten Garnisonsstadt Brandenburg an der Havel geboren, als Tochter des kgl. preuß. Majors Gustav von der Leyen und der Anna Lichtenstein. Sie hatten vier Kinder, Anna-Eleonore, Hans-Georg, Adalbert und Gabriele. Tochter Gabriele, 1918 in Berlin geboren, heiratete Freiherr Kurt von Falkenhausen. Susanne von Falkenhausen ist seine Enkelin.